# Herb Lubalin

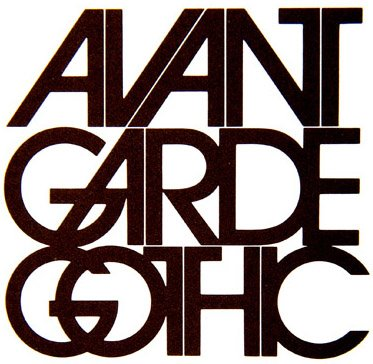
Logotipo AVant Garde

Herb Lubalin (Nueva York, 17 de marzo de 1918- 24 de mayo de 1981) fue un diseñador gráfico y tipógrafo estadounidense.
Herb Lubalin estudió en la Cooper Union School y muy pronto comenzó a trabajar como director creativo en diversas agencias para crear en 1964 su propio estudio. Fue uno de los fundadores de ITC, International Typeface Corporation de cuya revista
Upper and Lower Case, U&lc, fue director artístico.
Lubalin, uno de los innovadores tipógrafos americanos, rechazó la filosofía funcionalista de los europeos en favor de un estilo ecléctico y exuberante. Su manipulación del tipo reflejaba un
deseo de romper con la tradición y explotar las posibilidades tipográficas de los nuevos sistemas de fotocomposición. Sus trabajos comprenden packaging, diseño editorial, creación de
alfabetos y publicidad. Como diseñador editorial fue responsable del Saturday Evening Post,
Eros, Avant Garde y la citada U&lc.
Para Avant Garde, Lubalin creó su conocida tipografía del mismo nombre comercializada por
ITC desde 1970 para la que también creó con Toni DiSpigna la Serif Gothic.
Lubalin se había iniciado en la publicidad lo que explica su capacidad para conectar con gustos
mayoritarios y a la moda. De los años sesenta es su conocida propuesta para Mother & Child,
en la que era patente su habitual utilización de juegos formales de naturaleza trivial y, en
ocasiones, escasamente original, pero que, gracias a su enorme dominio de las formas
escritas, adquiría una exuberancia y vitalidad enormes. Lubalin es, en este sentido, el más
decidido representante de una corriente en favor de los retruécanos visuales y la ironía visual.
- Datos: Q1607882
- Multimedia: Herb Lubalin / Q1607882